# Acollesis umbrata
Acollesis umbrata is een vlinder van de familie van de spanners (Geometridae). De wetenschappelijke naam van deze soort is voor het eerst voorgesteld door William Warren in een publicatie uit 1899.

## Verspreiding
De soort komt voor in Zuid-Soedan, Congo-Kinshasa, Oeganda, Angola, Malawi en Zimbabwe.

## Ondersoorten
- Acollesis umbrata densisquamata Prout L. B., 1915 (Congo-Kinshasa, Angola)
- Acollesis umbrata umbrata Warren, 1899 (Oeganda)